# Caio Cláudio Pulcro (cônsul em 177 a.C.)
Caio Cláudio Pulcro (m. 167 a.C.; em latim: Gaius Claudius Pulcher) foi um político da gente Cláudia da República Romana eleito cônsul em 177 a.C. com Tibério Semprônio Graco. Era filho de Ápio Cláudio Pulcro, cônsul em 212 a.C. e irmão de Ápio Cláudio Pulcro, cônsul em 185 a.C., e Públio Cláudio Pulcro, cônsul em 184 a.C.. Ápio Cláudio Pulcro, cônsul em 143 a.C., era seu filho.

## Consulado (177 a.C.)
Pulcro foi nomeado áugure em 195 a.C. e pretor em 180 a.C. antes de ser eleito cônsul em 177 a.C. com Tibério Semprônio Graco. Recebeu a Ístria como província consular, mas não chegou a ir para lá, não realizou as cerimônias apropriadas e foi obrigado a voltar a Roma. Depois seguiu para a Ístria novamente e conquistou três cidades. Depois, marchou contra os lígures, que derrotou também. Ao voltar a Roma, celebrou um duplo triunfo. Depois de organizar as eleições consulares para o ano seguinte, seguiu de volta para a Ligúria e liberto a cidade de Mutina, que estava cercada.

## Anos finais
Em 171 a.C., foi tribuno militar sob o comando do cônsul Públio Licínio Crasso durante a Terceira Guerra Macedônica. Dois anos depois, foi eleito censor com Tibério Semprônio Graco, num mandato onde os dois se mostraram particularmente severos, seja controlando para que não houvesse favoritismo nas exonerações do serviço militar — estava em curso a Terceira Guerra Macedônica — seja na concessão de contratos públicos. Por sua severidade, um dos tribunos da plebe o acusou, mas ambos escaparam de um processo principalmente por causa da popularidade de Graco.
Em 167 a.C. foi um dez embaixadores enviados até a Macedônia e morreu no mesmo ano.